# Chris Philp

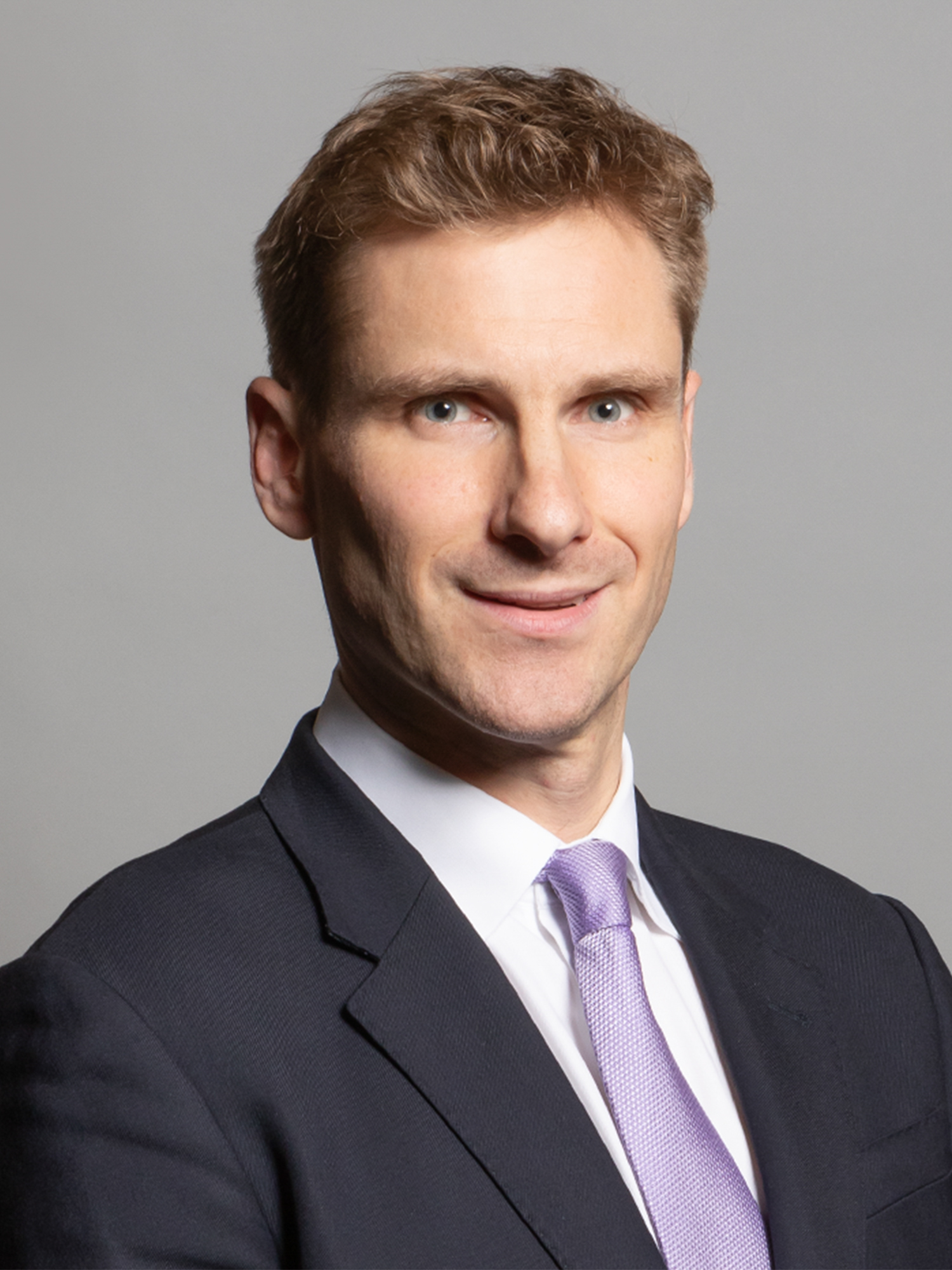
Chris Philp

Chris Philp (* 6. Juli 1976 in West Wickham, London Borough of Bromley, London) ist ein britischer Politiker der Conservative Party, der seit 2015 Mitglied des Unterhauses (House of Commons) ist und verschiedene Regierungsämter bekleidete. Im Kabinett Truss war er zuletzt vom 14. bis zum 25. Oktober 2022 Generalzahlmeister (Paymaster General) und Minister für das Kabinettsamt. Im Kabinett Sunak wurde er am 26. Oktober 2022 Staatsminister im Innenministerium.

## Leben

### Studium, Unternehmer und Unterhausabgeordneter
Chris Philp absolvierte nach dem Besuch der St Olave’s Grammar School in Orpington ein Physikstudium am University College der University of Oxford. Während seines Studiums war er 1996 Herausgeber der Studentenzeitung Cherwell. Im Anschluss war er Mitarbeiter der Unternehmensberatung McKinsey & Company, ehe er 2000 Mitgründer des Vertriebsgeschäftes Blueheath Holdings, das später auf dem Alternative Investment Market (AIM) tätig war und zuletzt im Rahmen eines 375 Millionen Pfund Sterling hohen Geschäfts mit  Booker Cash & Carry zur Booker Group fusionierte. Gemeinsam mit dem späteren Unterhausabgeordneten Sam Gyimah gründete er Clearstone Training and Recruitment Limited, ein Ausbildungsunternehmen für den Schwerlastverkehr, welches 2007 an RCapital verkauft wurde. Er war zudem Gründer der Pluto Finance UK Ltd., ein Kreditgeber für Immobilienentwicklung.
Neben seiner unternehmerischen Tätigkeit begann Philp Mitte der 2000er Jahre seine politische Laufbahn und war zwischen 2004 und 2005 Vorsitzender der Bow Group, eine konservative Denkfabrik. Bei den Kommunalwahlen im Mai 2006 wurde er zum Mitglied des Rates des London Borough of Camden und konnte sich dabei im Wahlkreis Gospel Oak mit einer Mehrheit von zehn Prozentpunkten gegen den damaligen dortigen Vorsitzenden der Labour Party durchsetzen, womit er das erste konservative Ratsmitglied in diesem Wahlkreis seit mehr als 20 Jahren wurde. Nachdem er auf eine erneute Kandidatur bei den Kommunalwahlen 2010 verzichtet hatte, kandidierte er bei der Unterhauswahl am 6. Mai 2010 im Wahlkreis Hampstead and Kilburn erfolglos für ein Abgeordnetenmandat, unterlag allerdings mit nur 42 Stimmen der Wahlkreisinhaberin der Labour Party, der Schauspielerin Glenda Jackson. Bei der darauf folgenden Unterhauswahl am 7. Mai 2015 wurde er für die konservativen Tories im Wahlkreis Croydon South erstmals zum Mitglied des Unterhauses (House of Commons) gewählt und bei den Unterhauswahlen am 8. Juni 2017 und 12. Dezember 2019 jeweils wiedergewählt. Zu Beginn seiner Parlamentszugehörigkeit engagierte er sich zwischen dem 8. Juli 2015 und dem 3. Mai 2017 als Mitglied des Schatzausschusses (Treasury Committee).

### Parlamentarischer Unterstaatssekretär und Staatsminister
Am 10. September 2019 übernahm Philp sein erstes Regierungsamt im ersten Kabinett von Boris Johnson und fungierte bis zum 13. Februar 2020 auch im zweiten Kabinett von Boris Johnson als Parlamentarischer Unterstaatssekretär im Justizministerium (Parliamentary Under-Secretary, Ministry of Justice). Zugleich war er im zweiten Kabinett Johnson zwischen dem 18. Dezember 2019 und dem 13. Februar 2020 Staatsminister für London im Ministerium für Wohnen, Kommunen und lokale Selbstverwaltung (Minister of State (London), Ministry of Housing, Communities and Local Government). Im Zuge der Kabinettsumbildung am 13. Februar 2020 übernahm er den Posten als Parlamentarischer Unterstaatssekretär im Innenministerium (Parliamentary Under-Secretary, Home Office) und behielt diesen bis zum 16. September 2021. Während dieser Zeit war er zudem zwischen dem 12. Mai und dem 24. Juni 2021 zuständig für den Gesetzesentwurf über Polizei, Kriminalität, Strafverfahren und Gerichten (Police, Crime, Sentencing and Courts Bill) sowie vom 15. bis 19. September 2021 verantwortlich für den Gesetzesentwurf über Staatsangehörigkeit und Grenzen (Nationality and Borders Bill). Im Rahmen einer neuerlichen Kabinettsumbildung am 16. September 2021 wurde er am 16. September 2021 Parlamentarischer Staatssekretär im Ministerium für Digitales, Kultur, Medien und Sport (Parliamentary Under-Secretary, Department for Digital, Culture, Media and Sport) und verblieb in dieser Funktion bis zum 7. Juli 2022. Seit dem 18. Mai 2022 war er in dieser Funktion auch zuständig für den Gesetzesentwurf zur Online-Sicherheit (Online Safety Bill).
Im Kabinett Truss wurde Chris Philp am 6. September 2022 zunächst zum Chefsekretär des Schatzsamtes (Chief Secretary to the Treasury) und hatte dieses Amt bis zum 14. Oktober 2002 inne. Nach dem Rücktritt von Edward Argar übernahm er im Anschluss am 14. Oktober 2022 die Posten als Generalzahlmeister (Paymaster General) und Minister für das Kabinettsamt (Minister for the Cabinet Office) und bekleidete diese bis zum Rücktritt von Premierministerin Liz Truss am 25. Oktober 2022. Im Kabinett Sunak wurde er am 26. Oktober 2022 Staatsminister im Innenministerium (Minister of State, Home Office).
Aus seiner 2009 geschlossenen Ehe mit Elizabeth Philp gingen zwei Kinder hervor.